# Skelgårds Sogn
Skelgårds Sogn er et sogn i Amagerland Provsti (Københavns Stift). Sognet ligger i Tårnby Kommune. I Skelgårds Sogn ligger Skelgårdskirken.
I Skelgårds Sogn findes flg. autoriserede stednavne:
- Koklapperne (areal, ejerlav)

Skelgårds Sogn blev udskilt 8. november 1988 af Tårnby Sogn. 